# Hylaeus conspicuus
Hylaeus conspicuus är en biart som först beskrevs av Metz 1911.  Hylaeus conspicuus ingår i släktet citronbin, och familjen korttungebin. Inga underarter finns listade i Catalogue of Life.